# 旭天鵬勝
旭天鵬 勝（きょくてんほう まさる、1974年9月13日 - ）は、モンゴル国ウランバートル市ナラフ区ナライハ町出身で友綱部屋（入門時は大島部屋）に所属した元大相撲力士。本名は太田 勝（おおた まさる）、モンゴル名（帰化前）は ニャムジャブ・ツェベクニャム（モンゴル語キリル文字表記：Нямжавын Цэвэгням、ラテン文字転写：Nyamjavyn Tsevegnyam）。現在は年寄・11代友綱を経て6代大島として大島部屋（友綱部屋から名称変更）の師匠として後進の指導に当たっている。
愛称は「テンホー」（四股名に由来）。37歳で史上最年長初優勝を果たし、40歳以降も幕内力士として活躍したことから、マスコミでは「角界のレジェンド」とも形容されていた。現役時代の体格は身長190.0cm・体重161.0kg。長身による懐の深さを生かした取り口で知られた。得意手は右四つ、寄り。最高位は西関脇（2003年7月場所・11月場所、2004年5月場所）。

## 来歴

### 若手～中堅時代
もともと相撲や柔道の経験はほとんどなく、中学時代はバスケットボールをしていた。1992年2月に旭鷲山や旭天山らと共に来日して大島部屋に入門し、大相撲史上初のモンゴル出身力士の1人として同年3月場所において初土俵を踏む。四股名『旭天鵬』のうち『鵬』の字は、横綱の大鵬にちなむ。
来日して半年後に、稽古の厳しさや日本の食文化などに馴染めず、共に来日した5人と部屋を脱走してモンゴル大使館に駆け込むが、モンゴルの実家まで来た師匠・2代大島（元大関・旭國）に「3年間は相撲を取るという約束がある」「今に相撲はモンゴルの時代になる」と説得されて部屋へ戻った。とはいえ脱走から戻ってきた力士への部屋の衆からの目は厳しく、実際脱走直後の1993年1月場所はその雰囲気に耐えられなかったため、大使館から場所入りするという特別待遇を認めてもらうことでやり過ごした。
来日後の3か月間は通訳が付いたものの、部屋のルールでモンゴル語を一言しゃべるごとに罰金3000円、カラオケで覚える、などの工夫によりほとんど辞書を使わずに流暢な日本語を修得した。後にはその経験を買われて、2000年5月30日には「学習ストラテジー概論：効果的な言語習得のために」というテーマで、早稲田大学日本語研究教育センター教授の宮崎里司と対話形式で授業を行うほどとなった。その内容は『外国人力士はなぜ日本語がうまいのか』（日本語学研究所、2001年、ISBN 4625683181）という宮崎里司の著書でも紹介されている。
故郷のモンゴルでは米は必ず手を加えて何かと混ぜて食べるものであったため、最初に白米を出された時は吐き気がした。
1994年3月場所に幕下へ昇進し、1996年1月場所には西幕下9枚目の位置で7戦全勝という成績を挙げて優勝決定戦まで進出した。優勝決定戦ではこの場所において幕下付出で初土俵を踏んだ熊谷に敗れたものの、「幕下15枚目以内で7戦全勝すれば無条件に十両昇進する」という内規により、翌3月場所において新十両へ昇進した。その後、途中で幕下へ陥落することもあったものの、約2年間にわたって十両に在位し、1998年1月場所において新入幕を果たした。
その後、十両へ2回陥落したものの、1999年5月場所に3回目の入幕を果たしてからは幕内に定着し、2000年1月場所では11勝4敗と幕内では自身初となる二桁勝利を挙げて初の敢闘賞を受賞した。2002年1月場所では新三役となる東小結へ昇進した。2002年9月場所では横綱・貴乃花を破って初の金星を挙げた。2003年3月場所には横綱・朝青龍を掛け投げで破り2個目の金星を挙げ、東前頭筆頭の位置で9勝6敗と勝ち越して2回目の敢闘賞を受賞した。西小結へ昇進した翌5月場所でも10勝5敗と三役としては自身初となる勝ち越しを決めて3回目の敢闘賞を受賞した。自己最高位となる西関脇へと昇進した翌7月場所では6勝9敗と負け越したものの、翌9月場所では東前頭2枚目の位置で10勝5敗の好成績を挙げて4回目の敢闘賞を受賞した。

### 円熟期
2004年1月に日本国籍の取得を申請し、2005年5月12日にモンゴル国籍を離脱、同年6月22日に旭天山と共に日本国籍を取得して、モンゴル出身力士としては初となる日本への帰化を果たした。2004年5月場所、朝青龍につり出しで勝利したが三役に復帰していたため金星にならなかった。2006年1月にはモンゴル政府より、オリンピックのメダリストなどに贈られるスポーツ功労賞を受賞している。大相撲力士では、旭鷲山・朝青龍に続いて3人目の受賞者となった。同年5月23日には婚約を発表した。
2006年7月場所には、当時の現役力士では土佐ノ海と並び史上1位となる幕内連続出場660回を記録した。その後も幕内連続出場は続いたものの、2007年5月場所前に人身事故を起こし出場停止処分を受けてこの場所を全休（関取となってから初の休場）し、現役力士では単独1位となっていた幕内連続出場記録は720回で途切れた。8年ぶりに十両へ陥落した翌7月場所では12勝3敗と大きく勝ち越して優勝決定戦まで進出し、優勝決定戦では巴戦で岩木山に敗れたものの、翌9月場所に1場所で幕内へ復帰した。その9月場所では千秋楽まで白鵬と優勝を争い、最終的には12勝3敗という好成績を挙げて5回目の敢闘賞を受賞した。2007年11月場所で旭天山が引退して以降は、旭鷲山らと共に来日した初のモンゴル出身力士6人の中では最後の現役力士となった。
2009年1月場所では西前頭筆頭の位置で9勝6敗と勝ち越し、翌3月場所において17場所ぶりに小結に復帰した。34歳5か月での三役昇進は戦後では大関経験者を除いて史上9位の年長記録となった。同年7月場所にも小結に昇進し、34歳9か月16日での三役昇進は戦後では大関経験者を除いて史上6位の年長記録、通算10回目の三役昇進は史上8位タイの記録となった。2009年7月場所は東小結の地位を与えられたが、この時34歳9か月であり、この時点で外国出身力士の高齢三役昇進記録第2位の記録を達成。

### 2012年5月場所の平幕優勝
2012年4月に師匠の2代大島が定年退職を迎えて大島部屋が閉鎖されたため、他の所属力士と共に友綱部屋へと移籍した。当時の大島部屋を継承することを師匠から打診されたが、本人が現役続行を強く希望していたことと部屋継承のために師匠が提示した金銭的な条件と折り合いが付かなかったことから、実現しなかった。友綱部屋へ移籍後初の場所となった同年5月場所では、西前頭7枚目の位置で5日目までは黒星と白星が交互に続く2勝3敗の成績だったものの、そこから一転して快調に白星を重ねていき、14日目には大関・琴欧洲を豪快な上手投げで破り、千秋楽には関脇・豪栄道にも勝利して10連勝し、12勝3敗の成績で優勝決定戦まで進出した。優勝決定戦では、千秋楽では対戦相手の琴欧洲が前日の旭天鵬戦で右足根骨靱帯を損傷し休場したために不戦勝となった栃煌山と現行制度では初となる平幕力士同士での対戦となり、その優勝決定戦で栃煌山を叩き込みで破り、自身初となる幕内最高優勝を果たし、同時に6回目の敢闘賞も受賞。優勝パレードでは後輩でもある横綱・白鵬が自ら旗手を買って出た。
次の通り、大ベテラン力士による記録ずくめの平幕優勝ということもあり、マスコミでは大きな話題になった。
- 37歳8か月での幕内初優勝は、優勝制度が制定された1909年（明治42年）6月場所以降では1916年（大正5年）1月場所における2代目西ノ海の35歳11か月を96年ぶりに更新する史上最年長記録。
- 昭和以降に限定しても、1930年（昭和5年）1月場所における豊國の35歳6か月を大きく更新する最年長記録。
- 初優勝に限定しない年長優勝記録としても太刀山の持つ38歳9か月・37歳9か月に次ぐ史上3位、年6場所制となった1958年以降では1990年11月場所における千代の富士の35歳5か月を上回る最年長記録。
- 15日制が定着してから、序盤の5日間で3敗した力士が優勝したのは史上初（平成29年9月場所で日馬富士も記録）。
- 初日に黒星を喫した平幕力士の優勝は1960年（昭和35年）5月場所で西前頭4枚目に在位した若三杉（のち大豪）以来52年ぶり。
- 初土俵から所要121場所・新入幕から所要86場所での初優勝は2000年3月場所における貴闘力の同103場所・58場所を抜いて1909年以降では史上1位のスロー記録。
- 平幕優勝は2001年9月場所における琴光喜以来10年8か月ぶりであり外国出身力士の平幕優勝は1972年7月場所における高見山以来39年10か月ぶり。
- モンゴル出身力士としては朝青龍・白鵬・日馬富士に続く4人目でありモンゴル出身力士の関脇以下での初優勝は初。
- モンゴル出身力士通算では50回目の幕内最高優勝
- 日本国籍を持つ力士の優勝は2006年1月場所における栃東以来37場所ぶりのこととなった。
- 優勝した場所は新大関に鶴竜がいたが、新大関がいた場所で平幕優勝が見られた事例は、戦後の15日制下では史上初[10]。

### 現役後期
平幕優勝に続く2012年7月場所では、東前頭筆頭の位置で初日から8連敗と早々に負け越しが決まり、以降も精彩を欠いて初日から13連敗を喫してしまい、14日目と千秋楽には勝利して15戦全敗は免れたものの、結果的には2勝13敗という大敗に終わった。1場所15日制が定着した1949年以降で、前場所の優勝力士が翌場所において初日から8連敗で負け越すのは史上初のこととなる。また前場所の優勝力士が翌場所に皆勤して13敗を喫したのは1968年5月場所における若浪および2000年5月場所における貴闘力と並ぶ史上1位のワースト記録となった。
東前頭11枚目の位置まで番付を下げた翌9月場所では、幕内では自身初となる初日からの8連勝で中日に勝ち越しを決めた。38歳0か月3日での幕内中日勝ち越しは、1952年1月場所における羽黒山の37歳2か月を60年ぶりに更新する史上最年長記録となった。9日目には栃煌山を破り通算813勝目を挙げて、高見山が持つ外国出身力士の最多通算勝利記録を28年ぶりに更新した。その後は優勝争いからは脱落し、勝てば敢闘賞受賞が決まっていた千秋楽の豪栄道戦にも敗れてしまい三賞受賞も逃したものの、10勝5敗という好成績を挙げた。翌11月場所でも10勝5敗の成績を挙げて自身初となる2場所連続しての2桁勝利を記録した。
2013年3月場所では9日目に通算出場1655回を記録して、高見山が持つ外国出身力士の最多通算出場記録を29年ぶりに更新した。同年9月13日には39歳の誕生日を迎えて、年6場所制となった1958年以降に初土俵を踏んだ力士としては、1984年3月場所において39歳8か月で十両へ陥落するまで幕内に在位した高見山に次いで2人目となる39歳の幕内力士となり、直後に行われた同年9月場所では13日目に勝ち越しを決めて、年6場所制となった1958年以降では1983年11月場所において39歳5か月で勝ち越しを果たした高見山に次いで2人目となる39歳での幕内勝ち越しを記録した。因みにこの年の夏、それまで平気で食べられた牛丼の特盛を完食すると翌朝に胃もたれし、これが約2年後の引退の予兆となった。
2014年1月場所では10日目に白鵬と結びの一番で対戦し、昭和以降では1983年7月場所での千代の富士戦における高見山の39歳0か月を抜いて史上最年長となる39歳4か月での結びの一番への出場を記録した。11日目には魁皇を抜いて史上3位となる通算出場1732回を記録した。翌3月場所では12日目に勝ち越しを決めて、年6場所制となった1958年以降では高見山を抜いて史上最年長記録となる39歳6か月での幕内勝ち越しを記録すると同時に、39歳を迎えて以降に複数回の幕内勝ち越しを記録した史上初の力士となった。
翌5月場所では初日の時点で39歳7か月28日となり、年6場所制となった1958年以降に初土俵を踏んだ力士としては、1984年1月場所千秋楽における高見山の39歳7か月6日の記録を30年ぶりに更新しての史上最年長幕内力士となった。6日目には新横綱の鶴竜と、7日目には白鵬とそれぞれ結びの一番で対戦し、自身が持つ結びの一番の史上最年長出場記録を39歳8か月に更新した。10日目には同場所における初白星を挙げて、1984年1月場所初日に幕内にて高見山が39歳206日で挙げた白星の記録を抜いて、年6場所制となった1958年以降に初土俵を踏んだ力士としては最年長記録となる39歳249日での幕内勝利を記録した。翌7月場所では14日目に寺尾を抜いて史上3位となる幕内通算出場1379回を記録した。
2014年9月13日には40歳の誕生日を迎えて、昭和以降では1954年9月場所における名寄岩以来となる5人目、年6場所制となった1958年以降に初土俵を踏んだ力士としては史上初となる40歳の幕内力士となり、その翌日から開始された同年9月場所では、初日に隠岐の海を上手投げで破り、1954年9月場所千秋楽において名寄岩が増巳山に勝利して以来60年ぶりとなる40歳での幕内勝利を記録した。13日目には栃乃若を破って勝ち越しを決めて、昭和以降では1935年5月場所における能代潟と1941年5月場所における藤ノ里に続いて3人目、戦後および年6場所制となった1958年以降では史上初となる40歳代での幕内勝ち越しを記録した。千秋楽には寺尾を抜いて史上2位となる通算出場1796回を記録した。
翌11月場所では4日目に大潮に次いで史上2人目となる通算出場1800回を記録し、5日目には高見山・魁皇に続いて3人目となる幕内通算出場1400回を記録した。6日目には千代大龍を寄り切りで破り、魁皇・千代の富士・大潮・北の湖に続いて史上5人目となる通算900勝を達成した。9日目には豊ノ島を破って勝ち越しを決めて、昭和以降では1935年5月場所における能代潟の40歳1か月15日を抜いて史上最年長記録となる40歳2か月4日での幕内勝ち越しを記録すると同時に、40歳代を迎えて以降に複数回の幕内勝ち越しを記録した史上初の力士となった。その後は優勝争いからは脱落したものの、勝てば敢闘賞受賞が決まっていた千秋楽の千代丸戦には勝利して、最終的には10勝5敗の好成績を挙げて7回目の敢闘賞を受賞し、1958年11月場所において38歳9か月で技能賞を受賞した若瀬川の史上最年長三賞受賞記録を56年ぶりに更新すると同時に、昭和以降では史上初となる40歳代での三賞受賞 ならびに幕内での2桁勝利を記録した。
2015年3月場所では6日目に高見山を抜いて史上2位となる幕内通算出場1431回を記録した。翌5月場所では5日目に魁皇を抜いて史上1位となる幕内通算出場1445回を記録し、14日目には佐田の富士を破って勝ち越しを決めて、自身が持つ昭和以降における幕内勝ち越しの史上最年長記録を40歳8か月10日に更新した。
西前頭11枚目の位置で迎えた同年7月場所では、9日目に豊ノ島に敗れて寺尾を抜いて史上1位となる通算939敗目を記録した。11日目には貴ノ岩に敗れて負け越しが決まり、以降も精彩を欠いて全く白星を挙げることができず、最終的に3勝12敗と大敗して、翌9月場所における十両陥落が決定的となった。本人は十両へ陥落した場合は十両では相撲を取らずに引退することを公言していた ため、千秋楽の翌日となる同年7月27日に現役引退を発表し、年寄・4代大島を襲名して友綱部屋の部屋付き親方に就任した。引退会見では「白星黒星で左右される勝負の世界。年齢がいくと気持ちのダメージが大きい。自分の力が無くなったんじゃないかと。気持ちの糸が切れた感じ」とコメントし、「十両で、もう一回（関取の）スタートラインにいく自信はない」ともこぼした。思い出の一番として2012年5月場所の優勝決定戦を挙げており「土俵の上で泣いたのは初めて。あの優勝で、いろんな人に知ってもらったし、僕も成長できた」と振り返った。親方としての目標を「たくさんの拍手、声援をもらい、みんなに愛される力士を育てたい」と語り、将来は部屋持ち親方として“旭天鵬2世”を送り出す夢を明らかにした。同年7月29日にはウランバートル市内で夫人と9年越しに結婚式を挙行した。

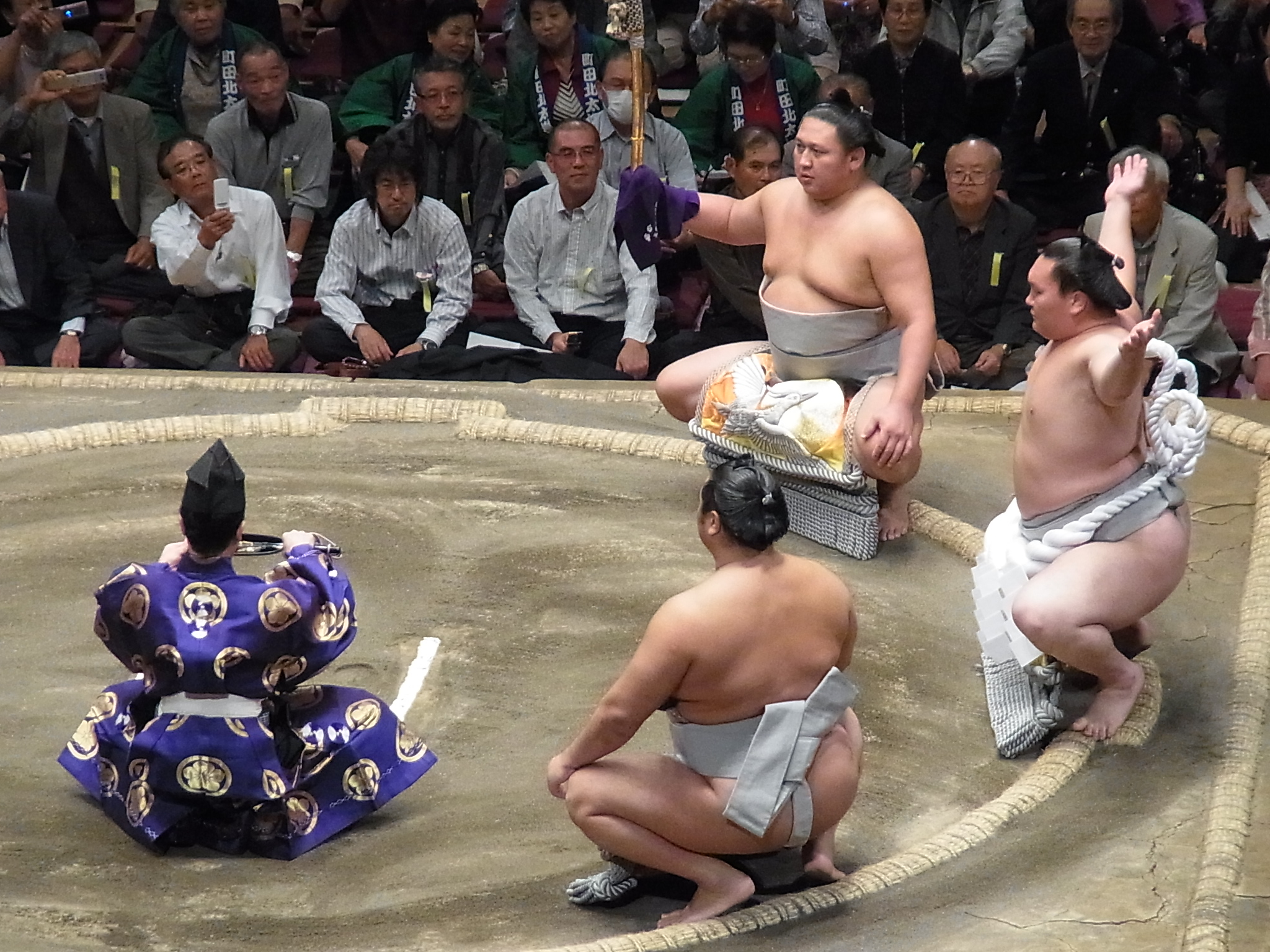
明治神宮例祭奉祝 奉納70回全日本力士選士権大会 横綱土俵入り（2011年10月3日撮影）
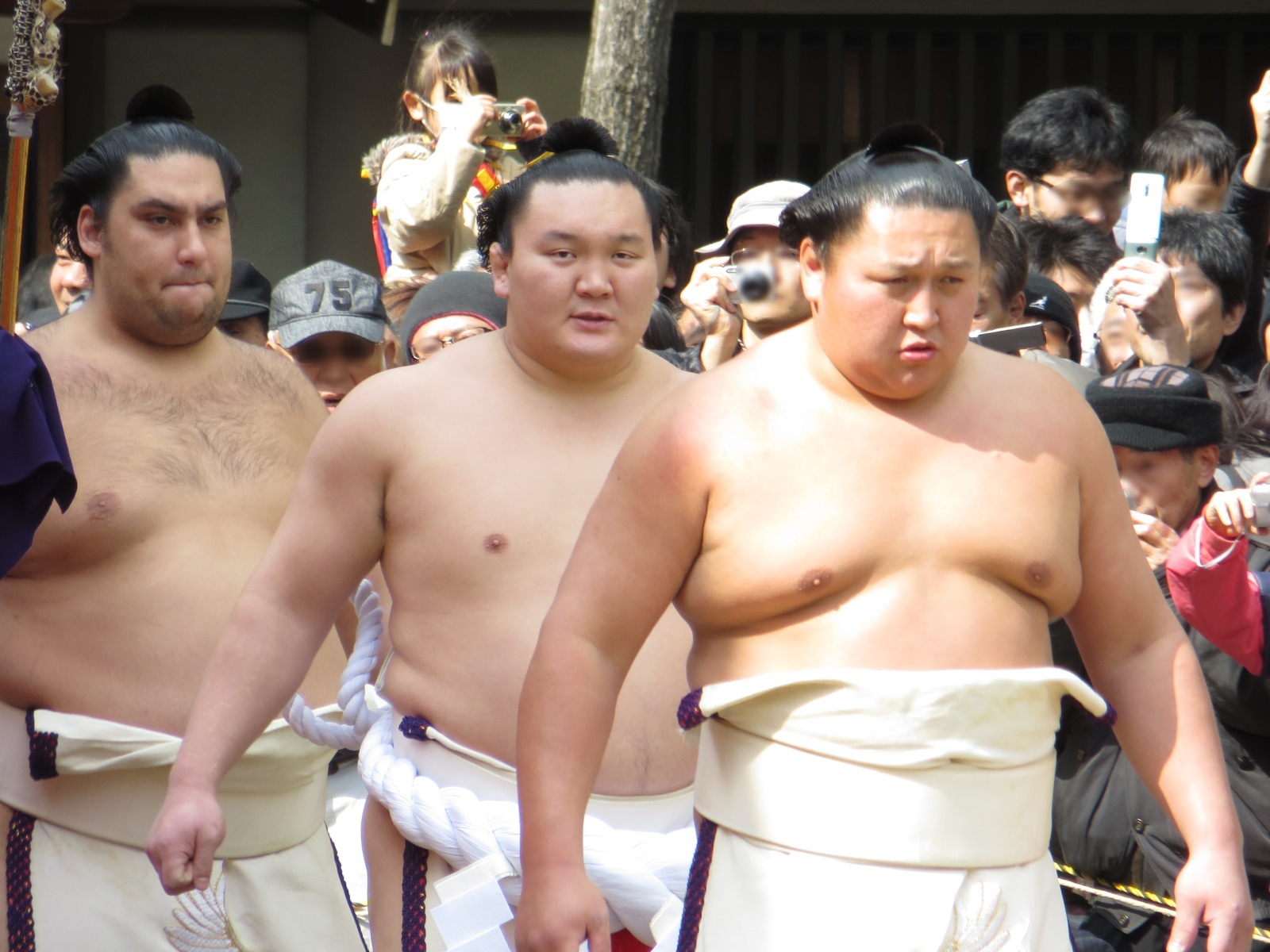
太刀持ちの魁聖を伴った白鵬の横綱土俵入りで露払いを務める旭天鵬（2012年3月2日 住吉大社）

### 年寄襲名以後
現役引退から10か月を経た2016年5月29日に、両国国技館で断髪式が開かれた。元小結・旭鷲山や元横綱・朝青龍などが駆け付け、先代大島や伊勢ヶ濱（元横綱・旭富士）、横綱・白鵬など、関取衆ら約400人がはさみを入れ、最後は先代大島の見守る前で、友綱親方が止めばさみを入れた。涙ながらに断髪を終えた大島親方は「これで本当に、お相撲さんとして卒業だな」としみじみ話した。モンゴル勢の隆盛の礎を築いたことには「結果的に、我々が行ったから（日本に）来やすくなったのは事実。頑張りは本人たち。そこにたまたま、自分が最初にいた。ついてる男だなと思う」と述べた。現役時の一番の思い出には、37歳8カ月で史上最年長での初優勝を果たした2012年5月場所を挙げ「やっぱり優勝がなかったら、レジェンドとか呼ばれることもなかったと思う」と振り返った。
2017年6月12日に10代友綱が定年を迎えることから、同年5月場所終了後に年寄名跡を交換し11代友綱を襲名、友綱部屋もそのまま継承することが決定。外国出身力士では4人目、モンゴル出身力士では初の師匠となる。そして6月11日を以て10代友綱との名跡交換を行い、11代友綱として部屋の師匠に就き、同日には東京都墨田区内のホテルで襲名披露パーティーも行った。13日、師匠が代替わりして初の稽古を部屋で行った。午前7時半から約2時間半、先代師匠の大島も見守る中、魁聖らが稽古。新たな船出に勝手が違うのか、友綱は「いつも（上がり座敷の）端っこに座ってたから違和感があるね」と、何度も稽古場を歩きながら力士に声をかけた。一家で同居するのは8月からで「（師匠を）実感するのはそれから」。新弟子のしこ名に「鵬」の字を付けて、旭天鵬を名乗りたい力士には「こだわらない」と、寛容な姿勢も示した。
2020年12月10日には同郷のモンゴル出身の横綱・鶴竜が帰化を果たしたことに対して「素直にうれしいし、良かった。国籍を変えることは複雑で難しいこともある。覚悟もいる。だけど頑張っていけばみんな理解してくれる。これで心もすっきりして相撲が取れると思う」とコメント。
2022年2月1日付で5代大島（10代友綱）と名跡を再交換し6代大島となり、それに伴って友綱部屋から名称変更される形で大島部屋を再興した。
4月16日、協会は6代大島が新型コロナウイルスに感染したと発表した。

## 取り口など
右四つ得意とされ、実際に右四つに組むことが多いが、左四つでも遜色なく取れるいわゆる「なまくら四つ」である。右でも左でも胸を合わせたがっぷりの体勢になれば十分で、廻しを引き付けて吊り寄り気味に寄って出る。この型になれば横綱・大関とも互角以上に渡り合う地力があり、懐が深いために両上手のいわゆる外四つの状態でもある程度の相撲が取れ、逆転の叩きや引き落としも決まる。しかし、自身も腰が高いことが多いため、寄って出ながら土俵際で逆転を食らうことが多かった。立合いでは勢い良く足を出して差すか上手を狙うが当たりは強くなく脇が甘い。また突き押しが不得手であるため、立合いで優位に立てなければあまり攻め手はなかったようである。また、四つ相撲の取り手としては珍しくツラ相撲の傾向があった。
- 2014年9月13日に40歳を迎えた以降も、がっぷり四つになれば新進気鋭の若手にも負けないほどの実力を示していたが、上位陣には昔から滅法弱く、横綱・大関陣には対戦成績で大きく引き離されていた。しかし2004年5月場所では、当時無敵を誇った横綱・朝青龍をがっぷり四つからの吊り出しに破り、四つに組み止めた時の地力の高さを見せ付けた。朝青龍が横綱になってから吊り出しで敗れたのはこの1回だけである。

怪我に強く、上記の謹慎による休場を除けば休場は序二段時代の脱走による全休一度だけで、幕内で休場したことは一回もなく、40歳に達しても若々しい体の張りを保ち続けて、大相撲中継でアナウンサーや解説者にしきりに「体が若い」などと感嘆されていた。北の富士勝昭は、本人が幕内最高優勝を果たした2012年5月場所千秋楽（2012年5月20日）のNHK総合・大相撲中継における解説にて「この人はあと5年は（相撲を）取れるね」と評した。筋力は年齢を重ねても衰えず、2015年1月10日に放送されたTBS『ジョブチューンSP』にゲストとして出演した際には、白鵬など他のゲストの力士らと背筋力測定のコーナーに挑戦して、そこで296.5kgを記録して優勝し、出演者の堀内健から「40歳ですよね」とその怪力ぶりを驚嘆された。

## エピソード

### 取組関係
- 序二段時代の1993年5月場所中日に不戦敗を喫したが、相撲協会の発行する成績表上では幕下以下の通常の黒星と不戦敗を区別していないため、この不戦敗は公式記録上では通常の黒星扱いとなり、出場回数にも含まれている。不戦敗を厳密に扱った場合の出場回数は1870となり、先述した節目の記録の達成日も1日ずつ繰り下がることになる。
- 2002年9月場所2日目の貴乃花戦、2012年5月場所の栃煌山との優勝決定戦などでは、外国出身力士である自分が日本出身力士に勝っても良いのかと葛藤することがあった。実際、その2つの対戦では白星を獲得しているが、それらの取組の後には部屋に無言電話や嫌がらせの手紙も来たという[35]。
- 2004年9月場所3日目の栃東戦で、幕内では初となるつきひざにより勝利を収めた。
- 2006年5月場所6日目の雅山（当時・西関脇）、そして2010年11月場所3日目の豊ノ島（当時・西前頭9枚目）と、2回にわたって本割唯一となる黒星を付けている[注釈 3]。これらの場所ではいずれも優勝決定戦で白鵬が制しており、結果的に両方で旭天鵬が白鵬の援護射撃を果たしたことになった。豊ノ島の場合は、勝っていれば1957年11月場所の玉乃海以来の平幕力士の全勝優勝を達成していた、雅山の場合は当時関脇で白鵬との本割の直接対決には勝っていただけに、この黒星が大いに響いた。
- 2012年5月場所で幕内最高優勝を果たした際には、所属する友綱部屋に抗議の手紙が3通届いた。この場所では栃煌山が6年4か月ぶりに日本出身の日本人力士として幕内最高優勝を果たす可能性があっただけに、その可能性を奪ったことに対して「久々に日本人が優勝するチャンスだったのに、なんてことするんだ」などと手紙で書き立てられた。ところが旭天鵬は本人は日本人扱いされていないことに対して「読んだけど、別に気にしなかったよ。逆に、すごいな、この人って思ったよ」と引退後のインタビューで寛容に笑い飛ばした。また、逆のケースが、仮にモンゴルで起きたら、モンゴル人はどんな反応を示すだろうか、という記者の問いに対して「モンゴル相撲で、もし日本人の横綱が生まれたら、向こうの人は見なくなるかもしれない。それに比べたら、日本人は温かいよ。ヤジもないしね」とも話した[36]。
- 2012年9月場所14日目には若の里との、史上初となる通算800勝以上を記録する力士同士による対決が実現した[37]。取組は若の里が寄り切りで勝利し、旭天鵬は「負けたけど、力を出し切った。今日に限っては悔しくないな」と取組後に語った。また、自身が史上3位となる幕内通算出場1379回を記録した2014年7月場所14日目には、同日に通算出場1600回を記録した38歳0か月の若の里との「合計77歳幕内対決」が実現した。取組では若の里が39歳10か月の旭天鵬を押し出して勝利し、旭天鵬は「あ〜、疲れた。向こうも（力を）出し切ったろうし、オレも出し切ったよ。やっぱり（若の里は）強いな、まだ」「2人が土俵に上がったら、お客さんも盛り上がってくれた。久々に疲れた感じがする。負けたけど、気持ちいいな」と取組後に語った[38]。

### 土俵外の相撲関係
- 2012年12月29日にNHK総合にて放送された番組『大相撲この一年』にゲストで登場して、同年5月場所における自身の幕内最高優勝について「一言で表すなら『最高』。観客からの拍手も明らかに違うようになり、ますます頑張らなきゃと思った」と感想を語った。また、舞の海秀平からの「優勝賞金は何に使ったか」との質問には「置いてあります」と答え、「（賞金は）振込なのか現金なのか」と訊かれると「どんなもんだろうと思って（日本相撲協会に）取りに行った。意外にあっさり（現金を）『ハイ』と渡され、入れ物はないんですか、と言うと、そこら辺にある紙をパンパンして渡された」と答えた。なお、賞金の受け取り方法については「振込でも現金でも選択できる」と証言した。

### 外国出身力士として
- 旭鷲山と共に、日馬富士や時天空などといったモンゴル出身の力士たちから慕われている。朝青龍からも「アニキ」と呼ばれる。2012年5月場所での初優勝パレードの際には、白鵬が旗手を進んで買って出た[4]。優勝パレードのオープンカーには、元の師匠である2代大島も同乗した[39]。白鵬が2014年11月場所で大鵬と並ぶ32回目の優勝を達成した際にはパレードの旗手を務めた。現役最後の場所となった2015年7月場所では、その場所で優勝した白鵬の希望でパレードの旗手を務めた。
- モンゴルは1990年まで社会主義国であったため来日当初の旭天鵬は日本に関する知識に乏しく「サムライがチョンマゲを結って刀を差している国だと思っていた」といい「子どもの頃はモンゴルが社会主義だったので、ソ連や北朝鮮はいい国で、日本、韓国やアメリカは悪い国だと教えられていた」と後に語っている。その頃は自動販売機を珍しく思い、ジュースを買う時はコンビニに行かず自動販売機で買うことが楽しみであったという[40]。来日直前にモンゴルに資本主義が導入されたため、日本を紹介するテレビで夜のネオン街が映し出され、たちまち日本に憧れた。新弟子の頃、モンゴルにはなかったコーラにはまった[41]。
- 入門当初は大相撲に入門したこと自体を認識しておらず、後に「最初は日本の相撲学校で3年間勉強して帰るつもりだった。まさかプロの世界に入るとは思ってなかった」とあくまでも留学気分だったことを強調していた。半ば観光気分であった上に当時85kgの軽量だった自分では関取にはなれないだろうと自信を失っていた。大阪場所、東京場所、名古屋場所で日本の3つの大都市を回れた上に親方が息抜きにとディズニーランドにも連れて行ってくれたことなので、そろそろモンゴルに帰ろうという気分で脱走に至った[41]。
- 引退発表前日に「（ところが）ぎっちょんちょんかもしれないよ」という言い回しで明言を避けたことについて、日本語が日本人以上にうまいと話題になったこともある。また、現在の妻と知り合った際には大阪弁で流暢にコミュニケーションを取っていたため、本格的に付き合うまでモンゴル人だと分からなかったと言われている[42]。

### 帰化、年寄として
- 帰化の際に2代大島の姓である「太田」を名乗ったことから、2代大島の養子となったと言われてきたが[4]、実際は師匠に敬意を払って「太田」の姓を名乗ったものであり、2代大島の養子ではない[43]。
- 日本国籍取得に際しては母国モンゴルで「なぜ祖国を捨てるのか」という非難の声も上がったが、旭天鵬は「将来親方となり後進を指導するためには日本国籍を取得する必要がある」現在の制度に従ったことを現地のマスコミに説明した。師匠である2代大島の定年退職後は、自身が引退して大島部屋を継承すると見られていたが、その後、師匠の退職後も現役を続行することを希望したため、師匠の退職に伴って大島部屋は閉鎖され、自身は友綱部屋へ移籍した。
- 2018年11月場所、弟子の魁鵬龍明が東三段目3枚目の地位で勝ち越しを懸けた7番相撲に挑んでいたが敗れて負け越しとなり、この時勝負審判として土俵下で取り組みを見ていた友綱は落胆して天を仰いだ。この様子はテレビ中継でも映し出され、Twitterでも話題になった[44][45]。
- 自らが日本国籍を取得したことにより、母国モンゴルで家族はバッシングを受けたという。本人も「なんで日本国籍がないといけないの?」という疑問があったが、「ダメだったら母国に帰るのではなく、日本に骨を埋めようとしていると伝われば、応援しがいがあると思う。こういう指導でなきゃダメというのはない。国ごとの良さがある」という風に考えが変わってきたと、2021年の朝日新聞の取材に答えている[46]。

### 家族・プライベート
- 元幕下・不動山[47]は実弟。不動山は本名のニャムジャブ・ロブサンドルジとして、2010年8月に藤波辰爾が主宰するプロレス団体・ドラディションにてプロレスラーとしてデビューした。
- 実妹は藤島部屋に在籍した翔天狼の妻であり、翔天狼は義弟である。
- 夫人がいわき市出身で、いわき応援大使に任命されている。2019年10月21日には、台風19号の被害を受け断水中のいわき市を訪れて市民にちゃんこ鍋を振る舞っている[48]。
- 従妹は第73代横綱・照ノ富士の妻である。
- 趣味は十両昇進時に親方に誘われて始めたゴルフ。ベストスコアは72で、ゴルフ専門誌にコラムを連載している[49]。好きな料理はジンギスカン鍋。

## 主な成績

### 通算成績
- 通算成績：927勝944敗22休 勝率.495
- 幕内戦歴：697勝773敗15休 勝率.474
  - 通算927勝は歴代6位
  - 通算944敗と幕内773敗は歴代1位
- 通算出場：1871回[50][注釈 4]（歴代2位）
- 幕内出場：1470回（歴代1位）
- 現役在位：140場所
- 幕内在位：99場所（歴代2位）
- 三役在位：12場所（関脇3場所、小結9場所）
- 関取在位：115場所（歴代3位）

### 各段優勝
- 幕内最高優勝：1回（2012年5月場所）

### 三賞・金星
- 三賞：7回
  - 敢闘賞：7回（2000年1月場所、2003年3月場所、2003年5月場所、2003年9月場所、2007年9月場所、2012年5月場所、2014年11月場所）
- 金星：2個
  - 貴乃花1個、朝青龍1個

### その他
横綱戦成績：6勝65敗（曙：0勝1敗、貴乃花：2勝2敗・うち不戦勝1、若乃花：1勝0敗・うち不戦勝1、武蔵丸：1勝10敗。朝青龍：2勝28敗、白鵬：0勝19敗、日馬富士：0勝4敗、鶴竜：0勝1敗）
大関戦成績：42勝149敗（貴ノ浪：0勝1敗、千代大海：7勝27敗、出島：1勝3敗、武双山：11勝9敗、雅山：0勝2敗、魁皇：5勝33敗・うち不戦勝1、栃東：9勝11敗、朝青龍：0勝3敗、白鵬：0勝3敗、琴欧洲：4勝19敗、琴光喜：3勝7敗、日馬富士：2勝10敗、把瑠都：0勝6敗、琴奨菊：0勝7敗、稀勢の里：0勝4敗、鶴竜：0勝4敗）

### 場所別成績
| | 一月場所 初場所（東京） | 三月場所 春場所（大阪） | 五月場所 夏場所（東京）     | 七月場所 名古屋場所（愛知） | 九月場所 秋場所（東京）   | 十一月場所 九州場所（福岡） |
| --- | ----------------------- | ----------------------- | --------------------------- | --------------------------- | ------------------------- | --------------------------- |
| 1992年 （平成4年） | x                       | （前相撲）              | 東序ノ口47枚目 6–1          | 西序二段98枚目 4–3          | 東序二段72枚目 休場 0–0–7 | 西序二段142枚目 5–2         |
| 1993年 （平成5年） | 西序二段86枚目 5–2      | 西序二段44枚目 5–2      | 西序二段8枚目 5–2           | 東三段目71枚目 4–3          | 東三段目51枚目 6–1        | 東三段目5枚目 3–4           |
| 1994年 （平成6年） | 西三段目19枚目 5–2      | 西幕下53枚目 4–3        | 東幕下44枚目 2–5            | 東三段目9枚目 5–2           | 東幕下45枚目 6–1          | 東幕下21枚目 4–3            |
| 1995年 （平成7年） | 西幕下16枚目 3–4        | 東幕下24枚目 3–4        | 東幕下33枚目 4–3            | 東幕下27枚目 4–3            | 東幕下19枚目 4–3          | 東幕下13枚目 4–3            |
| 1996年 （平成8年） | 西幕下9枚目 7–0         | 東十両13枚目 9–6        | 西十両7枚目 6–9             | 東十両12枚目 8–7            | 西十両8枚目 5–10          | 東幕下筆頭 4–3              |
| 1997年 （平成9年） | 西十両11枚目 7–8        | 西十両12枚目 8–7        | 東十両9枚目 9–6             | 東十両4枚目 8–7             | 東十両2枚目 8–7           | 西十両筆頭 9–6              |
| 1998年 （平成10年） | 西前頭15枚目 9–6        | 東前頭12枚目 6–9        | 東十両筆頭 8–7              | 西前頭15枚目 4–11           | 東十両5枚目 8–7           | 西十両2枚目 6–9             |
| 1999年 （平成11年） | 東十両6枚目 9–6         | 東十両筆頭 8–7          | 東前頭14枚目 9–6            | 西前頭10枚目 7–8            | 東前頭12枚目 8–7          | 東前頭8枚目 6–9             |
| 2000年 （平成12年） | 東前頭13枚目 11–4 敢    | 西前頭2枚目 4–11        | 東前頭6枚目 7–8             | 西前頭7枚目 9–6             | 東前頭3枚目 4–11          | 西前頭6枚目 7–8             |
| 2001年 （平成13年） | 東前頭8枚目 10–5        | 東前頭筆頭 3–12         | 西前頭7枚目 6–9             | 東前頭11枚目 8–7            | 東前頭8枚目 9–6           | 西前頭5枚目 8–7             |
| 2002年 （平成14年） | 西小結 6–9              | 東前頭2枚目 6–9         | 西前頭4枚目 6–9             | 東前頭8枚目 8–7             | 東前頭3枚目 8–7 ★         | 東小結 7–8                  |
| 2003年 （平成15年） | 東前頭2枚目 8–7         | 西前頭筆頭 9–6 敢★      | 西小結 10–5 敢              | 西関脇 6–9                  | 東前頭2枚目 10–5 敢       | 西関脇 4–11                 |
| 2004年 （平成16年） | 西前頭3枚目 8–7         | 西前頭2枚目 10–5        | 西関脇 6–9                  | 東前頭筆頭 8–7              | 東小結 5–10               | 西前頭3枚目 5–10            |
| 2005年 （平成17年） | 東前頭6枚目 10–5        | 東前頭筆頭 6–9          | 西前頭3枚目 6–9             | 西前頭5枚目 8–7             | 西前頭3枚目 10–5          | 東小結 8–7                  |
| 2006年 （平成18年） | 東小結 4–11             | 東前頭5枚目 11–4        | 東小結 5–10                 | 西前頭2枚目 6–9             | 西前頭4枚目 6–9           | 東前頭6枚目 10–5            |
| 2007年 （平成19年） | 東前頭3枚目 8–7         | 東前頭2枚目 4–11        | 東前頭8枚目 出場停止 0–0–15 | 西十両3枚目 12–3            | 西前頭12枚目 12–3 敢      | 西前頭4枚目 4–11            |
| 2008年 （平成20年） | 西前頭10枚目 10–5       | 西前頭4枚目 9–6         | 東前頭2枚目 4–11            | 東前頭9枚目 10–5            | 東前頭3枚目 6–9           | 西前頭6枚目 10–5            |
| 2009年 （平成21年） | 西前頭筆頭 9–6          | 西小結 6–9              | 西前頭2枚目 8–7             | 東小結 6–9                  | 西前頭2枚目 5–10          | 西前頭6枚目 8–7             |
| 2010年 （平成22年） | 西前頭5枚目 8–7         | 東前頭2枚目 3–12        | 西前頭7枚目 9–6             | 東前頭3枚目 7–8             | 西前頭3枚目 4–11          | 東前頭9枚目 9–6             |
| 2011年 （平成23年） | 東前頭6枚目 7–8         | 八百長問題 により中止   | 東前頭8枚目 8–7             | 東前頭2枚目 2–13            | 西前頭10枚目 11–4         | 西前頭2枚目 4–11            |
| 2012年 （平成24年） | 西前頭6枚目 9–6         | 東前頭3枚目 5–10        | 西前頭7枚目 12–3 敢         | 東前頭筆頭 2–13             | 東前頭11枚目 10–5         | 東前頭6枚目 10–5            |
| 2013年 （平成25年） | 西前頭2枚目 4–11        | 西前頭8枚目 7–8         | 東前頭9枚目 9–6             | 東前頭4枚目 6–9             | 西前頭6枚目 8–7           | 東前頭2枚目 5–10            |
| 2014年 （平成26年） | 西前頭5枚目 6–9         | 西前頭8枚目 9–6         | 西前頭3枚目 3–12            | 東前頭12枚目 6–9            | 東前頭14枚目 8–7          | 西前頭11枚目 10–5 敢        |
| 2015年 （平成27年） | 東前頭7枚目 5–10        | 西前頭11枚目 6–9        | 西前頭14枚目 8–7            | 西前頭11枚目 引退 3–12–0    | x                         | x                           |
| 各欄の数字は、「勝ち-負け-休場」を示す。 優勝 引退 休場 十両 幕下 三賞：敢=敢闘賞、殊=殊勲賞、技=技能賞 その他：★=金星 番付階級：幕内 - 十両 - 幕下 - 三段目 - 序二段 - 序ノ口 幕内序列：横綱 - 大関 - 関脇 - 小結 - 前頭（「#数字」は各位内の序列） |                         |                         |                             |                             |                           |                             |

### 幕内対戦成績
| 力士名   | 勝数 | 負数 | 力士名     | 勝数 | 負数 | 力士名   | 勝数  | 負数 | 力士名   | 勝数 | 負数 |
| -------- | ---- | ---- | ---------- | ---- | ---- | -------- | ----- | ---- | -------- | ---- | ---- |
| 碧山     | 2    | 4    | 蒼樹山     | 2    | 2    | 安芸乃島 | 9     | 3    | 安芸ノ州 | 0    | 1    |
| 曙       | 0    | 1    | 朝青龍     | 2    | 36   | 朝赤龍   | 12    | 8    | 朝乃翔   | 6    | 1    |
| 朝乃若   | 6    | 4    | 東龍       | 2    | 1    | 安美錦   | 10(1) | 18   | 阿夢露   | 1    | 1    |
| 荒鷲     | 1    | 2    | 阿覧       | 6    | 6    | 勢       | 3     | 5    | 市原     | 1    | 0    |
| 岩木山   | 13   | 3    | 潮丸       | 1    | 0    | 遠藤     | 1     | 4    | 皇司     | 1    | 4    |
| 大碇     | 1    | 1    | 大岩戸     | 1    | 0    | 大砂嵐   | 1     | 1    | 大日ノ出 | 3    | 2    |
| 小城錦   | 3    | 4    | 隠岐の海   | 8    | 6    | 魁皇     | 5(1)  | 34   | 魁聖     | 1    | 1    |
| 海鵬     | 7    | 7    | 臥牙丸     | 8    | 6    | 鏡桜     | 2     | 0    | 垣添     | 12   | 7    |
| 鶴竜     | 3    | 15   | 春日王     | 3    | 4    | 春日錦   | 2     | 1    | 巌雄     | 3(1) | 2    |
| 稀勢の里 | 9    | 14   | 北勝鬨     | 1    | 2    | 北桜     | 2     | 0    | 北太樹   | 6    | 6    |
| 木村山   | 3    | 0    | 金開山     | 5    | 1    | 豪栄道   | 6     | 11   | 光龍     | 1    | 1    |
| 五城楼   | 1    | 1    | 黒海       | 5    | 9    | 琴稲妻   | 2     | 1    | 琴欧洲   | 5    | 22   |
| 琴春日   | 0    | 1    | 琴奨菊     | 10   | 14   | 琴ノ若   | 10    | 8    | 琴光喜   | 13   | 24   |
| 琴勇輝   | 0    | 6    | 琴龍       | 7    | 9    | 小錦     | 1     | 0    | 磋牙司   | 1    | 0    |
| 佐田の海 | 2    | 0    | 佐田の富士 | 9    | 2    | 里山     | 0     | 1    | 敷島     | 2    | 2    |
| 霜鳥     | 4    | 3    | 十文字     | 7    | 1    | 常幸龍   | 2     | 7    | 翔天狼   | 1    | 2    |
| 松鳳山   | 5    | 5    | 青狼       | 0    | 1    | 戦闘竜   | 0     | 1    | 蒼国来   | 1    | 4    |
| 大喜鵬   | 1    | 0    | 大善       | 4    | 3    | 大道     | 4     | 1    | 貴闘力   | 4    | 3    |
| 貴ノ岩   | 2    | 2    | 貴ノ浪     | 6    | 9    | 貴乃花   | 2(1)  | 2    | 隆の山   | 3    | 0    |
| 隆乃若   | 5    | 6    | 高見盛     | 15   | 5    | 髙安     | 1     | 3    | 宝富士   | 6    | 1    |
| 豪風     | 12   | 12   | 玉春日     | 11   | 9    | 玉乃島   | 13    | 8    | 玉力道   | 0    | 1    |
| 玉鷲     | 8    | 7    | 千代鳳     | 2    | 3    | 千代大海 | 7     | 27   | 千代大龍 | 4    | 4    |
| 千代天山 | 6    | 6    | 千代の国   | 0    | 1    | 千代丸   | 4     | 4    | 出島     | 14   | 10   |
| 寺尾     | 2    | 3    | 出羽嵐     | 0    | 1    | 天鎧鵬   | 3     | 1    | 闘牙     | 4    | 8    |
| 時津海   | 5    | 8    | 時天空     | 8    | 13   | 德勝龍   | 4     | 1    | 德瀬川   | 1    | 3    |
| 土佐ノ海 | 9    | 5    | 土佐豊     | 4    | 1    | 栃東     | 10    | 15   | 栃煌山   | 14*  | 9    |
| 栃栄     | 3    | 2    | 栃ノ心     | 5    | 9    | 栃乃洋   | 11    | 9    | 栃乃花   | 6    | 1    |
| 栃乃和歌 | 3    | 0    | 栃乃若     | 8(1) | 0    | 豊桜     | 3     | 0    | 豊ノ島   | 11   | 9    |
| 豊響     | 12   | 10   | 白馬       | 3    | 1    | 白鵬     | 2     | 28   | 白露山   | 4    | 0    |
| 濱ノ嶋   | 2    | 5    | 追風海     | 3    | 2    | 把瑠都   | 4     | 13   | 日馬富士 | 6    | 19   |
| 肥後ノ海 | 6    | 4    | 英乃海     | 1    | 0    | 富士東   | 5     | 1    | 武州山   | 3    | 0    |
| 普天王   | 7    | 1    | 武雄山     | 5    | 0    | 寶智山   | 1     | 0    | 豊真将   | 5    | 4    |
| 北勝力   | 15   | 3    | 誉富士     | 0    | 2    | 舞の海   | 1     | 1    | 将司     | 0    | 1    |
| 舛ノ山   | 6    | 0    | 水戸泉     | 0    | 2    | 湊富士   | 1     | 5    | 雅山     | 18   | 19   |
| 妙義龍   | 1    | 6    | 武蔵丸     | 1    | 10   | 武双山   | 12    | 11   | 猛虎浪   | 2    | 1    |
| 大和     | 1    | 0    | 燁司       | 3    | 1    | 芳東     | 1     | 0    | 嘉風     | 9    | 9    |
| 龍皇     | 1    | 0    | 露鵬       | 3    | 5    | 若麒麟   | 1     | 0    | 若光翔   | 2    | 0    |
| 若荒雄   | 2    | 2    | 若孜       | 2    | 0    | 若の里   | 15    | 24   | 若ノ城   | 2    | 1    |
| 若乃花   | 1(1) | 0    | 若ノ鵬     | 2    | 1    | 和歌乃山 | 10    | 1    |          |      |      |

- 他に優勝決定戦で、栃煌山に1勝がある。

※カッコ内は勝数・負数の中に占める不戦勝・不戦敗の数。

## 改名歴

### 力士
- 旭天鵬 大助（きょくてんほう だいすけ） 1992年3月場所-1995年3月場所
- 旭天鵬 勝（きょくてんほう まさる） 1995年5月場所-2015年7月27日

### 年寄
- 大島 勝（おおしま まさる）2015年7月27日 - 2017年6月10日
- 友綱 勝（ともづな まさる）2017年6月11日 - 2022年1月31日
- 大島 勝（おおしま まさる）2022年2月1日 -

## 著書
- 『旭天鵬自伝 気がつけばレジェンド』（ベースボール・マガジン社、2015年9月）[52]